# ريماك نيفرا

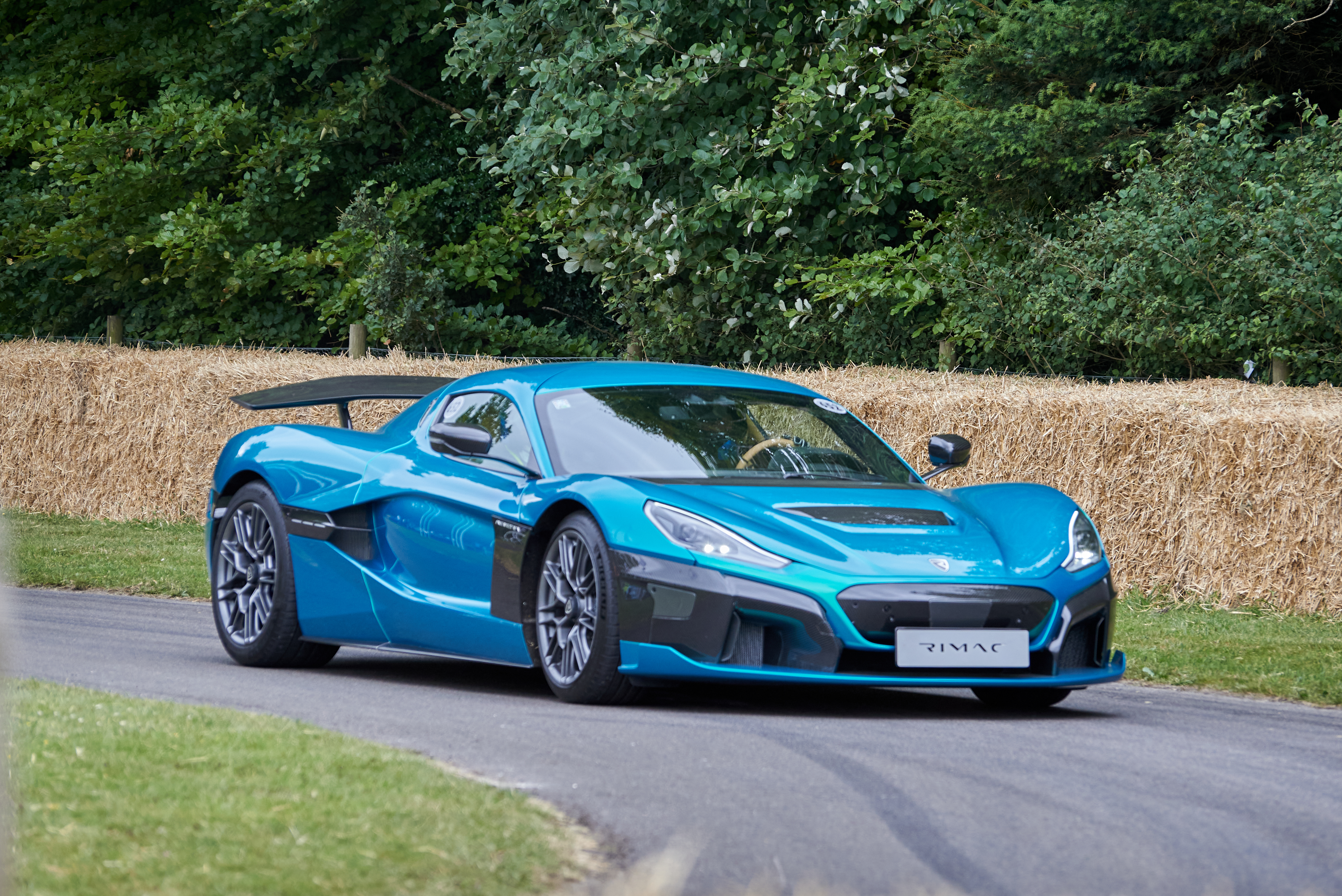

ريماك نيفرا (بالإنجليزية: Rimac nivra)‏ هي سيارة رياضية كهربائية بالكامل صُممت وصُنعت بواسطة شركة تصنيع السيارات الكرواتية ريماك أوتوموبيلي. أُطلق أول نموذج أولي للسيارة في أغسطس 2021. أنتجت شركة ريماك 150 سيارة وهي حاليًا في طور التجانس للسوق العالمية. تصنع نيفرا في نفس المصنع وبنفس المعدل (تقريبًا 1 في الأسبوع) مثل بينينفارينا باتيستا، والذي يعتمد على نفس المنصة.